# Pharmakoepidemiologie
Die Pharmakoepidemiologie ist die Untersuchung der Verwendung und Wirkung von Arzneimitteln in der Bevölkerung und die Verwendung der daraus entstandenen Erkenntnisse zur Identifizierung und Entwicklung wirksamer Therapien.
Etymologie: Das Wort ist eine Zusammensetzung aus den griechischen Wörtern φάρμακον, τό (Gift, Arznei), ἐπί (über), δημόθεν (vom Volk her) und λόγος, ὁ (das Wort, die Rede).

## Einleitung
Pharmakoepidemiologie kann als Brücke zwischen der klinischen Pharmakologie und der Epidemiologie angesehen werden. Der Fokus auf Arzneimittel entstammt der klinischen Pharmakologie, welche die Wirkung von Arzneimitteln auf den Menschen untersucht. Aus der Epidemiologie stammen die in der Pharmakoepidemiologie verwendeten Methoden und Herangehensweisen.
Genutzt werden sowohl experimentelle (z. B. Randomisierte kontrollierte Studie) als auch nicht-experimentelle Studiendesigns (z. B. Kohortenstudie, Fall-Kontroll-Studie). Nicht-experimentelle Studien können dabei rein deskriptiv (z. B. Studien zur Arzneimittelanwendung) oder analytisch oder sowohl deskriptiv als auch analytisch ausgerichtet sein. Die Pharmakoepidemiologie untersucht und beschreibt sowohl positive als auch negative Effekte von Arzneimitteln, Medizinprodukten und Impfstoffen. Eine ihrer wichtigsten Aufgaben ist die Erfassung von seltenen oder unerwarteten unerwünschten Arzneimittelwirkungen (UAW)  sowie von Effekten, die erst nach langer Latenzzeit auftreten (z. B. Krebs). Die anschließende Quantifizierung des Risikos im Vergleich zu bestehenden Alternativen ist eine der größten Herausforderungen der Pharmakoepidemiologie.
Die Untersuchung unerwünschter Arzneimittelwirkungen erfordert spezielle Anforderungen an das Design pharmakoepidemiologischer Studien. Beispielsweise ist die Arzneimittelexposition (Wirkstoffbelastung) nicht immer gleichbleibend: Die Verschreibungshäufigkeit eines Arzneimittels kann sich verändern, z. B. wenn neue Arzneimittel für die gleiche Indikation eingeführt werden oder es neue Informationen zu bestehenden Therapien gibt. Die Krankheit selbst kann Einfluss auf die Arzneimittelexposition haben, z. B. höhere Dosis bei größerem Schweregrad der Erkrankung. Dies kann Einfluss auf die Compliance (Therapietreue), z. B. schlechtere Compliance bei einem zu langsamen Rückgang der Krankheitssymptomatik, oder auf das Auftreten von unerwünschten Arzneimittelwirkungen, z. B. durch eine höhere Dosis, haben. Weiterhin ist das Risiko für das Auftreten von unerwünschten Arzneimittelwirkungen nicht konstant und kann sich über den Zeitraum einer Behandlung verändern.
Die Pharmakoepidemiologie kann auch andere Bereiche der Gesundheitswissenschaften unterstützen, u. a. durch Erkenntnisse über die Häufigkeit und Auslöser von Krankheiten, die Verteilung der Krankheiten in der Bevölkerung und die Inanspruchnahme von Gesundheitsleistungen.

## Datengrundlage für pharmakoepidemiologische Studien
Es existieren zahlreiche Datenquellen, die für pharmakoepidemiologische Analysen genutzt werden können. Im Allgemeinen unterscheidet man Primär- und Sekundärdaten. Jede Datenquelle hat Vor- und Nachteile. Häufig werden daher Daten aus mehreren Quellen verwendet. Ein typisches Beispiel ist die Verknüpfung von Studien- oder Krankenkassendaten mit Daten aus Geburts-, Sterbe- und Krebsregistern.

### Primärdaten
Primärdaten sind Originaldaten, die aus einem speziellen Forschungsgrund gesammelt werden. Sie können auf vielfältige Art generiert werden.
In Interviews oder mit Hilfe von strukturierten Fragebögen werden beispielsweise Patienten direkt zu ihrem Arzneimittelgebrauch befragt. Sie können Auskunft darüber geben, welche Medikamente (einschließlich rezeptfreier, so genannter OTC-Arzneimittel, Nahrungsergänzungsmittel und Bedarfsmedikation) sie einnehmen und Fragen zu Compliance, Einnahmeschema und Verträglichkeit beantworten. Um Falschinformationen durch fehlerhafte Erinnerung (Recall Bias) bei der Erfassung der Medikation zu vermeiden, können Patienten gebeten werden, alle ihre Medikamente zur Befragung mitzubringen („Brown-bag method“). Alternativ können Hausbesuche durchgeführt werden, um die Medikationsschränke der Patienten zu überprüfen. Auch Informationen von Ärzten, Apothekern, Krankenschwestern und anderen Angehörigen der Heil- und Gesundheitsberufe können als Primärdatenquelle genutzt werden. Diese Berufsgruppen können insbesondere Auskunft über Verschreibungsverhalten, Abgabe und Austausch von Arzneimitteln in der Apotheke, sowie zu häufigen Problemen bei der Einnahme von Arzneimitteln geben.
Um Primärdaten einholen und auswerten zu dürfen, muss ein positives Votum einer Ethikkommission vorliegen. Zudem müssen die Befragten der Verwendung der Daten zustimmen. Beispiele für Studien, die Primärdaten verwenden und für pharmakoepidemiologische Analysen herangezogen werden, ist z. B. die britische Women’s Health Initiative (WHI).

### Sekundärdaten
Sekundärdaten werden zumeist zu administrativen Zwecken oder im Rahmen der Patientenversorgung und nicht gezielt für die Beantwortung von Forschungsfragen erhoben. Für pharmakoepidemiologische Analysen werden insbesondere Routinedaten der Krankenkassen (Abrechnungsdaten), Daten aus Patientenregistern sowie Surveydaten (Befragungsdaten) verwendet.
Die gesetzlichen und privaten Krankenversicherungen erheben routinemäßig Daten zur Leistungsabrechnung ihrer Versicherten. Sie enthalten Informationen zu allen erstatteten Leistungen und Arzneimitteln. Informationen über Körpergröße, Gewicht, Lifestyle oder Laborwerte der Versicherten liegen dagegen nicht vor. In Deutschland ist die Nutzung der Krankenkassendaten zu Forschungszwecken in § 75 SGB X geregelt. Die Daten werden in der Regel anonymisiert oder pseudonymisiert ausgewertet. Die Auswertung kann durch die Krankenversicherungen selbst erfolgen oder durch Forschungsinstitute. Das Leibniz-Institut für Präventionsforschung und Epidemiologie – BIPS forscht auf Basis der Pharmakoepidemiologischen Forschungsdatenbank (GePaRD), welche Abrechnungsdaten von vier gesetzlichen Krankenversicherungen enthält. Weiterhin stellt das Deutsche Institut für Dokumentation und Information im Gesundheitswesen (DIMDI) das „Informationssystem Versorgungsdaten“ aus Routinedaten der gesetzlichen Krankenkassen zu Forschungszwecken bereit. Weitere europäische Datenbanken mit Sekundärdaten sind die niederländische PHARMO und die britische CPRD (Clinical Practice Research Datalink).
Auch Patientenregister wie Krebsregister werden als Sekundärdatenquelle in der Pharmakoepidemiologie genutzt. Es handelt sich um Datenbanksysteme, die eingerichtet wurden, um bestimmte Krankheitsereignisse zu untersuchen. Die gesammelten Informationen unterscheiden sich je nach Zweck des Registers. Meist übermitteln die Ärzte soziodemographische Daten, Diagnosen, Ergebnisse von Labortests und Therapien sowie Arzneimittelverschreibungen. Auch Verdachtsfälle unerwünschter Arzneimittelwirkungen können gesammelt werden.
Um die Gesundheit und das Gesundheitsverhalten der Bevölkerung zu überwachen, führen Behörden Befragungen repräsentativer Stichproben durch. In Deutschland sind das Robert Koch-Institut und das Statistische Bundesamt, europaweit das Statistische Amt der Europäischen Union (Eurostat) zuständig. Die Surveydaten dienen als Informationsgrundlage für Politik und Forschung und können auch für pharmakoepidemiologische Analysen genutzt werden.
Weitere potenzielle Sekundärdatenquellen in der Pharmakoepidemiologie sind Verordnungszahlen der gesetzlichen Krankenversicherungen, Verkaufszahlen der pharmazeutischen Unternehmen, Großhändler und Apotheken sowie Aufzeichnungen der Apotheken über abgegebene Arzneimittel und Patientenakten. Letztere enthalten Informationen über Arzneimitteltherapien, Labordaten, Untersuchungen und Behandlungen von Patienten. Die Struktur und Genauigkeit der Informationen in Patientenakten sind abhängig von der dokumentierenden Person und somit sehr variabel. Ein weiterer Nachteil ist, dass diese Dokumente nicht immer elektronisch verfügbar sind und in der Regel nicht für Forschungszwecke entwickelt wurden. Enthaltene Informationen können daher ungenau und unvollständig sein.

### Limitationen der Nutzung von Primär- und Sekundärdaten in der pharmakoepidemiologischen Forschung
Neben studienspezifischen Limitationen unterliegt die Nutzung von Primär- und Sekundärdaten für pharmakoepidemiologische Studien grundsätzlich gewissen Einschränkungen.
Die bedeutendsten Einschränkungen bei der Verwendung von Primärdaten sind (fehlerhaftes) Erinnern der Befragten, insbesondere an die Einnahme von Arzneimitteln oder an Erkrankungen (Recall Bias), sowie systematische Fehler in der Auswahl der Studienpopulation (Selection Bias). Selection Bias kann auch bei der Verwendung von Sekundärdaten für pharmakoepidemiologische Studien auftreten, wohingegen Recall Bias bei Sekundärdaten nicht vorliegt. Da alle Informationen, wie z. B. Diagnosen und Verschreibungen, direkt zum Zeitpunkt des Ereignisses erfasst werden, kann bei Sekundärdaten keine Verzerrung durch fehlerhaftes Erinnern auftreten. Ein wichtiger Nachteil der Sekundärdaten ist, dass je nach Datenquelle keine Informationen zu Faktoren wie Körpergröße, Gewicht, Rauchstatus oder Laboruntersuchungen vorliegen. Diese können hingegen in Primärstudien gezielt erfragt bzw. gemessen werden.

## Pharmakovigilanz (Arzneimittelsicherheit) in der Pharmakoepidemiologie
Als Konsequenz aus dem Contergan-Skandal wurden in vielen Ländern Systeme zur Überwachung der Sicherheit von Arzneimitteln (Pharmakovigilanz) eingeführt. Pharmakovigilanz ist ein kontinuierliches Monitoring von unerwünschten Wirkungen und anderen sicherheitsrelevanten Aspekten von bereits zugelassenen Arzneimitteln. In der Praxis bezieht sich die Pharmakovigilanz fast ausschließlich auf Spontanmeldesysteme, die es Ärzten und anderen Personengruppen ermöglichen, unerwünschte Arzneimittelwirkungen an die Behörden zu melden.
In der Pharmakoepidemiologie werden die mittels der Spontanmeldesysteme gewonnenen Daten ausgewertet. Hierbei wird untersucht, ob für ein bestimmtes Arzneimittel oder einen Impfstoff statistisch signifikant mehr Berichte über unerwünschte Arzneimittelwirkungen eingegangen sind, als für Arzneimittel/Impfstoffe mit ähnlicher bzw. gleicher Wirkung. Diese Auswertungen werden auch Signalgenerierung genannt. Eine starke Ungleichheit kann als Hinweis auf ein potentiell unsicheres Arzneimittel verstanden werden. Man spricht auch von so genannten Disproportionalitätsanalysen.
Erkenntnisse aus der Pharmakovigilanz werden in Deutschland durch sogenannte „Rote-Hand-Briefe“ an Ärzte und Apotheker kommuniziert.

## PAS-Studien (Arzneimittelsicherheitsstudien) als Teil der Pharmakovigilanz
Im Rahmen der Pharmakovigilanz werden in der Pharmakoepidemiologie behördlich geforderte Studien zur Sicherheit von Arzneimitteln nach ihrer Einführung in den Arzneimittelmarkt, im Englischen Post Authorisation Safety Study (PASS) genannt, durchgeführt.
Die Überwachung der Sicherheit von Arzneimitteln auch nach ihrer Zulassung ist notwendig, da in den klinischen Studien vor Zulassung bestimmte Gruppen wie Kinder, Schwangere, Alte sowie Personen mit mehreren Erkrankungen nur unzureichend berücksichtigt werden. Zudem finden klinische Studien unter Idealbedingungen und nicht im allgemeinen Versorgungsalltag statt. Das medizinische Personal ist besonders geschult und es werden keine individuellen Behandlungsmuster angewendet. Darüber hinaus können seltene und sehr seltene Nebenwirkungen von Arzneimitteln im Rahmen der klinischen Studien nur unzureichend erfasst werden. Diese unerwünschten Arzneimittelwirkungen treten bei weniger als einem von 1.000 bis 10.000 Anwendern auf.
Bereits vor der Zulassung müssen Arzneimittelhersteller im Rahmen eines Risikomanagementplans erörtern, welche Maßnahmen sie zur Reduzierung von Risiken vornehmen und welche Studien sie zur Sicherheit und Wirksamkeit des Arzneimittels durchführen wollen. PASS können daher freiwillig durch den Arzneimittelhersteller durchgeführt werden, um die Maßnahmen des Risikomanagementplans zu überprüfen oder als Auflage der Behörden bei Zulassung. Dabei können sowohl klinische als auch nichtinterventionelle Studien auch Beobachtungsstudien genannt, durchgeführt werden. Zur Durchführung von nichtinterventionellen PASS werden häufig die Daten von Sekundärdatenbanken verwendet. Sämtliche in Europa durchgeführte PASS können im Register des European Network of Centres for Pharmacoepidemiology and Pharmacovigilance (ENCePP®) eingesehen werden.

## Lehre
Viele Universitäten sowohl in Deutschland als auch international bieten im Rahmen des Pharmazie- und Medizinstudiums Pharmakoepidemiologie als Lehrfach an. Es ist ebenfalls Bestandteil der Masterstudiengänge Epidemiologie in Berlin, Bremen, Mainz und München. Ein Großteil der Epidemiologen promoviert im Anschluss an das Studium. Eine Spezialisierung auf Pharmakoepidemiologie ist hierbei auch möglich.

## Institute
Weltweit gibt es viele Möglichkeiten im Bereich der Pharmakoepidemiologie zu forschen: in den USA, z. B. an der Harvard T.H. Chan School of Public Health oder UNC Gillings School of Global Public Health, in Deutschland, z. B. am Leibniz-Institut für Präventionsforschung und Epidemiologie – BIPS, und in den Niederlanden, z. B. PHARMO.

## Fachgesellschaften
In Deutschland gibt es mehrere große Fachgesellschaften, die sich mit dem Thema Pharmakoepidemiologie beschäftigen. Die Deutsche Gesellschaft für Medizinische Informatik, Biometrie und Epidemiologie e. V. (GMDS) fördert die Lehre, Forschung und Gesundheitsversorgung. Durch dokumentarische, informatorische, biometrische und epidemiologische Methoden werden alle medizinischen Fachgruppen angesprochen und in entsprechenden Arbeitsgemeinschaften repräsentiert. Ebenso sind die Gesellschaft für Arzneimittelanwendungsforschung und Arzneimittelepidemiologie (GAA) und die Deutsche Gesellschaft für Epidemiologie e. V. (DGepi) unabhängige wissenschaftliche Fachgesellschaften, die in Deutschland das Fach Epidemiologie in der Forschung vertreten. International wird die Pharmakoepidemiologie durch die International Society for Pharmacoepidemiology (ISPE) in der Forschung und auf Kongressen vertreten.

## Aktuelle Studien/wichtige Erkenntnisse

### Arzneimittelverbrauch in Ost- und Westdeutschland
Mehrere Datenquellen konnten genutzt werden, um den Arzneimittelverbrauch in Ost- und Westdeutschland zu vergleichen. So lagen die Verordnungen für Herz–Kreislaufpräparate und Antidiabetika in den Neuen Bundesländern deutlich höher. Folgeforschungen bezüglich der unterschiedlichen Morbiditätsstruktur werden in der Publikation angeregt. Unterdurchschnittlich wurden in Ostdeutschland ZNS-wirksame Präparate verordnet.

### Neubewertung des Nutzen-Risiko-Verhältnisses Metoclopramidhaltiger Arzneimittel
Die Europäische Arzneimittel-Agentur (EMA) hat im Jahr 2013 eine Neubewertung des Nutzen-Risiko-Verhältnisses Metoclopramidhaltiger Arzneimittel veranlasst. Hintergrund war das bekannte Risiko für schwere kardiovaskuläre und neurologische Nebenwirkungen wie extrapyramidale Symptome und irreversible Spätdyskinesien.
Durch den Durchführungsbeschluss der EU-Kommission und den entsprechenden Bescheid des Bundesinstitutes für Arzneimittel und Medizinprodukte (BfArM) vom 9. April 2014 wurde diese Empfehlung inzwischen rechtskräftig umgesetzt. Sie sieht eine Änderung in der Zulassung vor. Produkte, die bestimmte Wirkstoffgrenzwerte überschreiten, wurden vom Markt genommen. Für Metoclopramidhaltige Arzneimittel, die den Grenzwert einhalten, wurde die Fach- und Gebrauchsinformation geändert.

### Neubewertung des Nutzen-Risiko-Verhältnisses von Impfung gegen Masern, Mumps, Röteln und Windpocken (Varizellen)
Durch pharmakoepidemiologische Studien konnte aktiv zur Sicherheit der Impfung gegen Masern, Mumps, Röteln und Windpocken (Varizellen) beigetragen werden. Eine Studie aus Deutschland hat gezeigt, dass die Verwendung eines kombinierten Impfstoffs gegen alle vier Erkrankungen (MMRV) als Erstdosis im Vergleich zu einer Impfung gegen Masern, Mumps und Röteln (MMR) oder zeitgleich verabreichter Impfungen gegen MMR sowie gegen Windpocken (V) zu einem erhöhten Risiko für das Auftreten von Fieberkrämpfen führt. Auch Studien aus anderen Ländern wie den USA zeigten ein erhöhtes Fieberkrampfrisiko, wenn als erste Impfdosis MMRV verabreicht wurde, im Vergleich zu MMR oder MMR+V. Auf Basis dieser Erkenntnisse wurden die Impfempfehlungen der Ständigen Impfkommission (STIKO) am Robert Koch-Institut geändert, sodass MMRV nur noch als zweite Impfdosis verabreicht werden sollte. Auch die Zusammenfassung der Merkmale eines Arzneimittels (Fachinformation) bzw. die Packungsbeilage des Herstellers des Impfstoffs wurde durch einen Warnhinweis auf das Fieberkrampfrisiko geändert.